# Belén Maya
Belén Maya García (Nueva York, 1966) es una bailaora de flamenco y coreógrafa gitana española. 

## Biografía
Nació en Nueva York (Estados Unidos) en 1966, durante una gira que sus padres Carmen Mora y Mario Maya (ambos artistas flamencos) realizaron a Nueva York.
Años después tras el fallecimiento de su madre, a los 18 años comienza aprendiendo sevillanas y clásico español en una academia con la maestra Victoria Eugenia. Esos serían sus inicios. Su formación en danza clásica ha sido con Rosa Naranjo y Juana Taft. En la danza clásica española, ha estudiado con María Magdalena, Paco Romero y José Antonio. En las áreas de jazz y danza contemporánea ha estudiado con Goyo Montero, Teresa Nieto y la compañía de baile Alvin Ailey en Nueva York. Sus profesores de flamenco han incluido a Paco Fernández, Manolete, La Tati, El Gueito, Carmen Cortés, La Tona y muchos otros.
Posteriormente, su debut fue en el tablao Zambra, para pasar posteriormente por el Café de Chinitas y el Corral de la Pacheca. Más tarde ingresó en la Escuela del Ballet Nacional Español dirigida en aquella época por María de Ávila. Después de un año decidió trasladarse a Sevilla para centrarse en el flamenco. Se unió a la Compañía Mario Maya donde en tres años pasó de ser integrante del conjunto a convertirse en la bailarina principal y repetitora de la compañía. Mientras tanto, también ganó experiencia en los tablaos de Sevilla, Los Gallos y El Patio.
Belén dejó a la Compañía Mario Maya para formar la suya y pasó seis meses en Tokio en el tablao Flamenco de Tokio, junto con otros importantes artistas como Yolanda Heredia, Rafael Jiménez Falo, Jesús Torres y Alejandro Granados.
Al regresar de Japón, se convirtió en la directora de la Compañía de Baile de Andalucía.
Fue invitada por Carlos Saura para representar a la nueva generación del flamenco en su película de renombre mundial, FLAMENCO. El desempeño de Belén en esta película se convertiría en un hito en el baile flamenco interpretado por las mujeres, abriendo nuevas vías en términos de concepto, musicalidad, movimiento y vestuario.
Ha sido invitada a colaborar en las empresas y espectáculos con importantes bailarines y coreógrafos como Javier Barón, Alejandro Granados, Manuel Reyes, Ricardo Franco, Andrés Marín, Manolete y Goyo Montero además de haber participado como solista y primera bailarina en las compañías de Carmen Cortés y Mario Maya .También trabajó con Metros Company de Ramon Oller, bailando uno de los papeles principales en su producción de Frontera.
En 1996, volvió a formar su propia compañía con su primera producción siendo "La Diosa Dentro de Nosotros", con Teresa Nieto como coreógrafa y Emilio de Diego como director musical. La compañía estaba compuesta enteramente de bailaoras: Yolanda Heredia, Teresa Nieto, Rafaela Carrasco e Isabel Bayón.
En 1997 fue invitada por Mayte Martin al Festival Grec de Barcelona. De esta colaboración fundamental nació una empresa compartida, Mayte Martín Y Belén Maya, fruto de una conexión artística absoluta y un entendimiento común del flamenco. Esta colaboración dio lugar a dos espectáculos: Mayte Martín Y Belén Maya y Flamenco de Cámara. Ambos han recibido elogios críticos en importantes lugares como el Festival de Jerez (2002 y 2003), el Teatro Real de Madrid, el Teatro Grec de Barcelona, el Festival de Otoño de Madrid, el Teatro Central y el Teatro Lope de Vega de Sevilla, El Festival de Música y Danza de Granada, el Teatre de la Ville de París, el Spai de Barcelona y el Symphony Space de Nueva York, entre otros.
En 2004 participó en "Los Caminos de Lorca" con la Compañía de Baile de Andalucía e interpretó en el estreno de "Fuera de los Límites" junto a Rafaela Carrasco.
En 2005 presentó el espectáculo "Dibujos" en Madrid como parte de la serie Summers at La Villa, tanto para el público como para la crítica. 
En 2006 se reestableció y se estrenó en el X Festival Flamenco de Jerez.
Después de un largo periodo de estudio junto con Juan Carlos Lérida y David Montero, Belén presenta "Souvenir" y "La Vos de su Amo" en el mes de marzo de 2007. Estos dos espectáculos en coproducción con el prestigioso Mercat de les Flors son de una iniciativa artística impresionante, sorprendente y han deleitado a la audiencia, tanto en Europa como en el mundo.
En 2008 también ofrece sus talentos como artista invitada en el espectáculo "Mujeres", una producción de la Agencia Andaluza para el Desarrollo del Flamenco.
En 2009 y 2010 Belén Maya trabaja en la producción de "Bailes Alegres para Personas Tristes" y continúa con la gira nacional e internacional de "La Voz de Su Amo" y de "Solos", la nueva versión del espectáculo "Dibujos" y otros espectáculos en los que participa de artista invitada.
En 2011 empieza con el estreno en el Festival de Flamenco de Nimes de Tr3s, con Jesús Méndez y Rafael Rodríguez.
En 2014 Belén Maya celebró sus tres décadas de vida profesional buceando hacia lo más profundo del clasicismo con "Los Invitados", un espectáculo que mereció el Premio de la Crítica en el Festival de Jerez, el más importante del mundo dedicado a la danza flamenca.
En 2015 presenta su espectáculo “Romnia” (mujeres, en romanó) de la que ella misma afirma la importancia de la misma en torno a dos dimensiones de su ser: “su gitanidad y su feminidad.” Romnia son voces de mujeres gitanas no flamencas pero rebosantes de jondura. Mi cuerpo quiere dar vida a esos sonidos negros que llegan de Oriente cargados de penas amasadas por miles de desplazados a lo largo de nuestra historia.”
En 2016 presentó su trabajo, 'Bipolar', un encuentro entre tradición y modernidad en el que viaja a través de la historia de esta danza y de un extremo a otro del devenir de este arte.